# Pycnochelifer kleemanni
Pycnochelifer
Genre
Espèce
Synonymes
- Chelifer kleemanni C. L. Koch & Berendt, 1854
- Obisium rathkii C. L. Koch & Berendt, 1854

Pycnochelifer kleemanni, unique représentant du genre Pycnochelifer, est une espèce fossile de pseudoscorpions de la famille des Cheliferidae.

## Distribution
Cette espèce a été découverte dans de l'ambre de la mer Baltique, en Pologne et en Russie. Elle date de l'Éocène.

## Publications originales
: document utilisé comme source pour la rédaction de cet article.
- C. L. Koch & Berendt, 1854 : Die im Bernstein befindlichen Crustaceen, Myriapoden, Arachniden und Apteren der Vorwelt. Die in Berstein befindlichen Organischen Reste der Vorwelt. Berlin, vol. 1, no 2, p. 1-124.
- Beier, 1937 : Pseudoscorpione aus dem baltischen Bernstein. Festschrift zum 60. Geburtstage von Professor Dr. Embrik Strand, Riga, vol. 2, p. 302-316.